# 1964 في تونس
فيما يلي قوائم الأحداث التي وقعت خلال عام 1964 في تونس.

## أحداث
- 9 نوفمبر – الانتخابات التشريعية التونسية 1964
- 1 نوفمبر – الانتخابات الرئاسية التونسية 1964

## مواليد

### يناير
- 1 يناير – آمنة المصمودي
- 1 يناير – أحلام بالحاج طبيبة نفسيّة.
- 1 يناير – حمدي قزقز سياسي من تونس.
- 1 يناير – فيصل بالزين ممثل تونسي.
- 29 يناير – مراد بن الشيخ مخرج أفلام تونسي.

### فبراير
- 9 فبراير – سلمى صرصوط سياسية من تونس.

### مارس
- 14 مارس – حليمة القني سياسية من تونس.
- 14 مارس – سالم الأبيض

### أبريل
- 4 أبريل – هشام اليعقوبي ممثل تونسي.
- 19 أبريل – عماد الحمامي سياسي من تونس.

### مايو
- 12 مايو – كريم بن عمر

### يونيو
- 13 يونيو – المنجي الرحوي سياسي من تونس.

### يوليو
- 31 يوليو – لطفي بن جدو سياسي تونسي.

### أغسطس
- 13 أغسطس – لطفي زيتون سياسي تونسي.

### أكتوبر
- 11 أكتوبر – سلمى مبروك سياسية من تونس.
- 13 أكتوبر – فاتن غطاس سبّاحة تونسية.

### نوفمبر
- 15 نوفمبر – الناصر البدوي لاعب كرة قدم تونسي.
- 25 نوفمبر – هالة الحامي سياسية من تونس.
- 26 نوفمبر – شكري بلعيد سياسي تونسي.

### ديسمبر
- 5 ديسمبر – جمال الدين الغربي سياسي من تونس.
- 16 ديسمبر – سعاد عبد الرحيم سياسية من تونس.
- 20 ديسمبر – حاتم بوريال

## وفيات

### أكتوبر
- 31 أكتوبر – خميس ترنان (مواليد 1894) موسيقي تونسي.